# تيبودة (بني منصور)
تيبودة هو دُوَّار يقع بجماعة بركين، إقليم جرسيف، جهة الشرق في المملكة المغربية. ينتمي الدوّار لمشيخة بني منصور التي تضم 5 دواوير. يقدر عدد سكانه بـ 49 نسمة حسب الإحصاء الرسمي للسكان والسكنى لسنة 2004.

## روابط خارجية
- البوابة الوطنية للجماعات الترابية نسخة محفوظة 12 مارس 2018 على موقع واي باك مشين.
- المندوبية السامية للتخطيط